# Matisyahu
Matisyahu (bürgerlich Matthew Paul Miller, * 30. Juni 1979 in West Chester, Pennsylvania) ist ein US-amerikanischer Sänger des Reggae, Hip-Hop und Rock.

## Leben
Der Sohn jüdischer Eltern wurde in den USA säkular erzogen und fand als Jugendlicher nach einem Aufenthalt in Israel seinen Weg zum chassidischen Judentum. Als Sänger versucht er, in der Tradition von Shlomo Carlebach eine Synthese aus Moderne und traditionellem Judentum zu schaffen, indem er Metaphern des klassischen Judentums mit Hip-Hop und Reggae verbindet und dafür die Bezeichnung „Chassidischer Reggae“ prägte. In den USA gilt er als ein Phänomen, mit dem sich die breite Öffentlichkeit und die Medien bis hin zu Time Magazine oder Wall Street Journal beschäftigen. Ende November 2005 trat er erstmals in Deutschland auf.
Durch sein Lied King Without a Crown schaffte Matisyahu einen Durchbruch in der Schweiz.

## Familie und Privatleben
Matthew Paul Miller wurde in West Chester, Pennsylvania geboren, seine Familie zog kurz nach seiner Geburt nach White Plains, New York. Als Kind schickten seine Eltern ihn einige Male zum jüdischen Unterricht, einer Art Sonntagsschule, den er verweigerte. Insgesamt wurde er jedoch nicht religiös erzogen.
Mit 14 begann Miller das Leben eines Hippies zu leben, trug Dreadlocks und lernte das Beatboxen auf dem Schulhof. Schon bald jedoch spürte er eine große Leere in seinem Leben. Er entschied sich, einen Campingausflug nach Colorado zu machen. Die Landschaft dort beeindruckte ihn so sehr, dass er anfing, an Gott zu glauben, und letztendlich, auf der Suche nach Spiritualität, nach Israel reiste. In Jerusalem begann er, eine tiefere Verbindung zu Gott und seinem jüdischen Glauben aufzubauen.
Wieder in White Plains angekommen, war es schwer für Matisyahu, seinen Glauben dort aufrechtzuerhalten. Er verließ die Schule und folgte der Band Phish auf ihren Touren. In dieser Zeit dachte er viel über sein Leben und seinen Glauben nach.
Als er zurück nach Hause kam, schickten ihn seine Eltern für zwei Jahre in eine Schule in der Wildnis, um ihm wieder Ordnung in sein wildes Leben zu bringen. Dort nutzte Matisyahu die Gelegenheit, um an seinen musikalischen Fähigkeiten, vor allem im Reggae und im Hip-Hop, zu arbeiten.

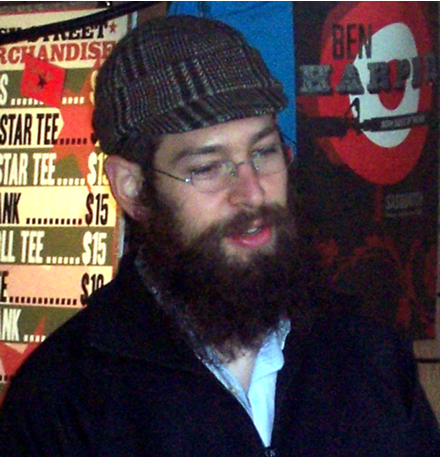
Matisyahu im Mai 2006

Später besuchte Matisyahu die New York School, in der er unter anderem im Theater mitmachte. In der Carlebach Synagoge lernte er schließlich den Chassidismus kennen und fing damit an, in den Pausen auf den Schuldächern zu beten.
Es war jedoch die Begegnung mit einem Rabbi der Chabad-Bewegung, die aus Matthew Miller schließlich Matisyahu machte. Er wurde ein Anhänger des Chabad-Chassidismus und zog nach Crown Heights.
Matisyahu studierte in der Hadar Hatorah Jeschiwa die Tora. Während dieser Zeit begann er an seinem ersten Album zu schreiben und es aufzunehmen. Zu seinen musikalischen Einflüssen zählt er Bob Marley, Phish und Rabbi Shlomo Carlebach.
2007 teilte Matisyahu mit, dass er nach alternativen Wegen des Gottesdienstes in der chassidischen Bewegung suche. Besonderes Interesse hat er derzeit an der Gemeinde von Pinsk-Karlin in Jerusalem.
Matisyahu ist mit Tahlia verheiratet und hat zusammen mit ihr zwei Söhne. Er lebt mit seiner Familie, die ihn auf seinen Touren begleitet, in Crown Heights, Brooklyn. Außerdem hat er eine jüngere Schwester namens Julie.

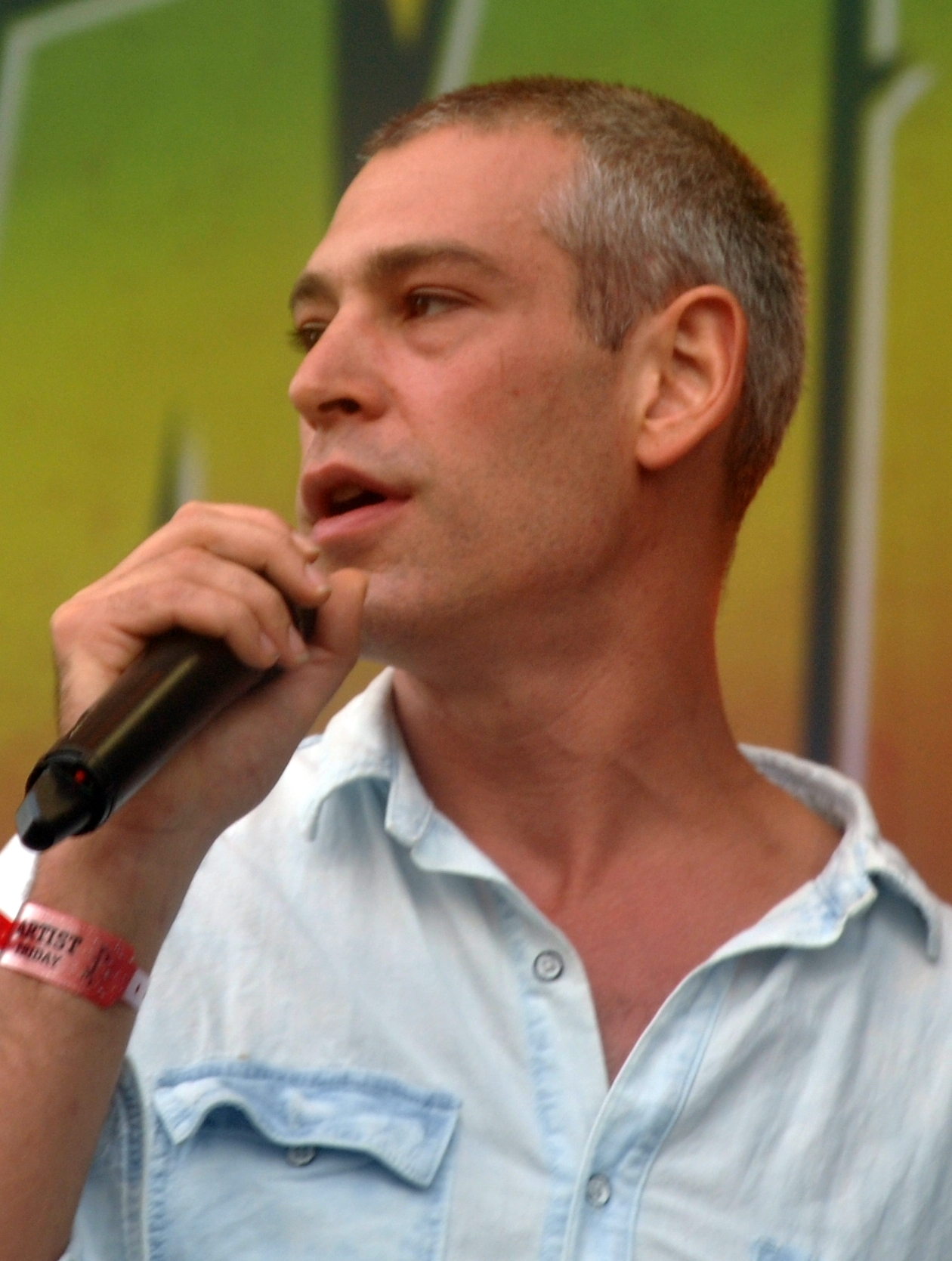
Matisyahu auf dem Summerjam 2013

Im Dezember 2011 präsentierte er sich glattrasiert auf seinem Facebook-Profil und gab bekannt, dass er kein Chassid mehr sein will. Das Bild war untertitelt: „No more Chassidic reggae superstar.“ Nun wolle er „sich selbst zurückgewinnen“ und kündigte „ein erstaunliches Jahr voller Musik der Wiedergeburt“ an.

## Karriere
Während seiner Jugendjahre trat Matisyahu unter dem Alias MC Truth für die MC Mystic’s Soulfari Band auf. Letztendlich begann er etwa 2000 aus eigenem Antrieb religiös zu leben und begann mit der jüdischen Band Pey Dalid aufzutreten. In dieser Zeit war Matisyahu ein Anhänger der Chabad-Bewegung.
Als er die Einwilligung eines Rabbis bekam, trat er ab 2003 wieder als Musiker, diesmal unter dem Namen Matisyahu, auf. Zusammen tourt er seitdem mit seiner Band, die er teilweise noch aus der High School kennt.
2014 war er Gastsänger auf der Lieder Tournee von Adel Tawil und sang dort u. a. No Woman, No Cry, am 27. Juni 2014 folgte die gemeinsame Singleauskopplung Zuhause.
Matisyahu spielte im 2012 erschienenen Horrorfilm Possession – Das Dunkle in dir die Rolle des jüdischen Exorzisten Tzadok.
Im August 2015 stand Matisyahu vorübergehend im Mittelpunkt einer international beachteten politischen Kontroverse im Zusammenhang der anti-israelischen Kampagne Boycott, Divestment and Sanctions (BDS). Eine deshalb geforderte pro-palästinensische Erklärung abzugeben, lehnte Matisyahu ab. Die BDS-Gruppe der autonomen Region Valencia setzte die Veranstalter des Musikfestivals Rototom Sunsplash mit einer Boykottdrohung unter Druck, Matisyahu vom Festival auszuladen. Von anderen Musikern wurde keine derartige Erklärung verlangt. Hintergründe waren laut BDS País Valencià unter anderem sein Auftritt bei einer Fundraising-Veranstaltung einer Organisation, die das israelische Militär unterstützt, und eine Rechtfertigung der israelischen Militäroperation gegen das Schiff Mavi Marmara in internationalen Gewässern, bei der neun Aktivisten ums Leben gekommen waren. Nach einer Welle ablehnender Reaktionen, unter anderem durch spanische und internationale Zeitungen, die spanische Regierung sowie mehrerer jüdischer und israelischer Institutionen, in denen den Veranstaltern insbesondere der Vorwurf des Antisemitismus gemacht wurde, entschuldigten diese sich öffentlich und erneuerten die Einladung an Matisyahu. Das Konzert fand schließlich wie ursprünglich geplant statt. Als Reaktion auf die Kontroverse traf sich Matisyahu im September 2015 mit einem führenden Repräsentanten der israelischen Siedler im Westjordanland und unterstützt seitdem die pro-israelische Kampagne gegen BDS.

## Themen
In einem Interview mit Chabad.org, der Homepage von Chabad-Lubavitch, sagt Matisyahu: „Alle meine Lieder sind beeinflusst und inspiriert von der Lehre, die mich inspiriert. Ich möchte, dass meine Musik eine Aussage hat, dass sie die Leute erreicht und zum Nachdenken bringt. Der Chassidismus besagt, dass die Musik die ‚Feder der Seele‘ sei. Die Musik berührt uns an einem sehr tiefen Punkt und spricht zu uns in einer Art und Weise, wie es normale Wörter nicht können.“
Das Lied "One Day" drückt die Hoffnung auf ein Ende von Gewalt aus und ist ein Aufruf für eine Zeit von Frieden und Versöhnung. 2008 wurde es erstmals öffentlich aufgeführt, 2009 erfolgte die Aufnahme für das Album „Light“, und es erhielt viel Aufmerksamkeit: Das Lied belegte Platz 21 in den Modern Rock Charts und Platz 38 in den US Rock Charts; ebenfalls im März 2009 landete es auf Platz 85 der Billboard Hot 100, den wichtigsten Singlecharts der USA. Der Song wurde in US-Fernsehshows vorgestellt, ist Teil des Videospiels NBA 2K10, und fand Verwendung in international Sportveranstaltungen wie der FIFA Fußball-Weltmeisterschaft 2010 und den Olympischen Winterspielen 2010.

## Sprache
Die meisten seiner Lieder sind komplett in Englisch gehalten, einige teilweise oder ganz in Hebräisch (wie T’zama L’Chol Nafshi) oder Jiddisch (Father in the Forest).

## Preise
Die Musikredaktion des US-amerikanischen Männermagazins Esquire ehrte ihn als Most Lovable Oddball („liebenswürdigsten komischen Kauz“) des Jahres 2006 und nannte ihn den „faszinierendsten Reggae-Künstler der Welt“. 2007 wurde sein Album Youth für einen Grammy nominiert.

## Diskografie
| Jahr | Veröffentlichung                     | Medium          | Label              | Anmerkungen                                     |
| ---- | ------------------------------------ | --------------- | ------------------ | ----------------------------------------------- |
| 2004 | Shake Off the Dust... arise!         | CD              | JDubMusic          | Album                                           |
| 2005 | Live at Stubb's                      | CD              | Smi Epc (Sony BMG) | Live-Album (Limited Edition & Standard Edition) |
| 2006 | King Without a Crown                 | CD              | Smi Epc (Sony BMG) | Single                                          |
|      | Youth                                | 12", CD, 2-CD   | Smi Epc (Sony BMG) | Album (Limited Edition & Standard Edition)      |
|      | Youth Dub                            | 7", CD          | Smi Epc (Sony BMG) | Dub-Album                                       |
|      | Youth                                | 7", CD          | Smi Epc (Sony BMG) | Single (Premium Edition & Pur Edition)          |
|      | No Place to Be/Live in Israel        | CD/DVD          | Smi Epc (Sony BMG) | Remix-Album + Live-DVD                          |
| 2007 | Live at Glasslands Gallery           | Download        | Eigenproduktion    | Live-Album                                      |
| 2008 | Live at Langerado Music Festival     | Download        | Eigenproduktion    | Live-Album                                      |
|      | Live at Ft. Lauderdale               | Download        | Eigenproduktion    | Live-Album                                      |
|      | Shattered                            | CD              | Smi Epc (Sony BMG) | EP                                              |
| 2009 | Light                                | 12", CD, CD/DVD | Smi Epc (Sony BMG) | Album (Limited Edition & Standard Edition)      |
| 2012 | Spark Seeker                         | 12", CD         | Fallen Sparks      | Album                                           |
| 2014 | Akeda                                | CD              | Elm City Music     | Album                                           |
| 2014 | Zuhause (Adel Tawil feat. Matisyahu) | CD              |                    |                                                 |